# Krypta

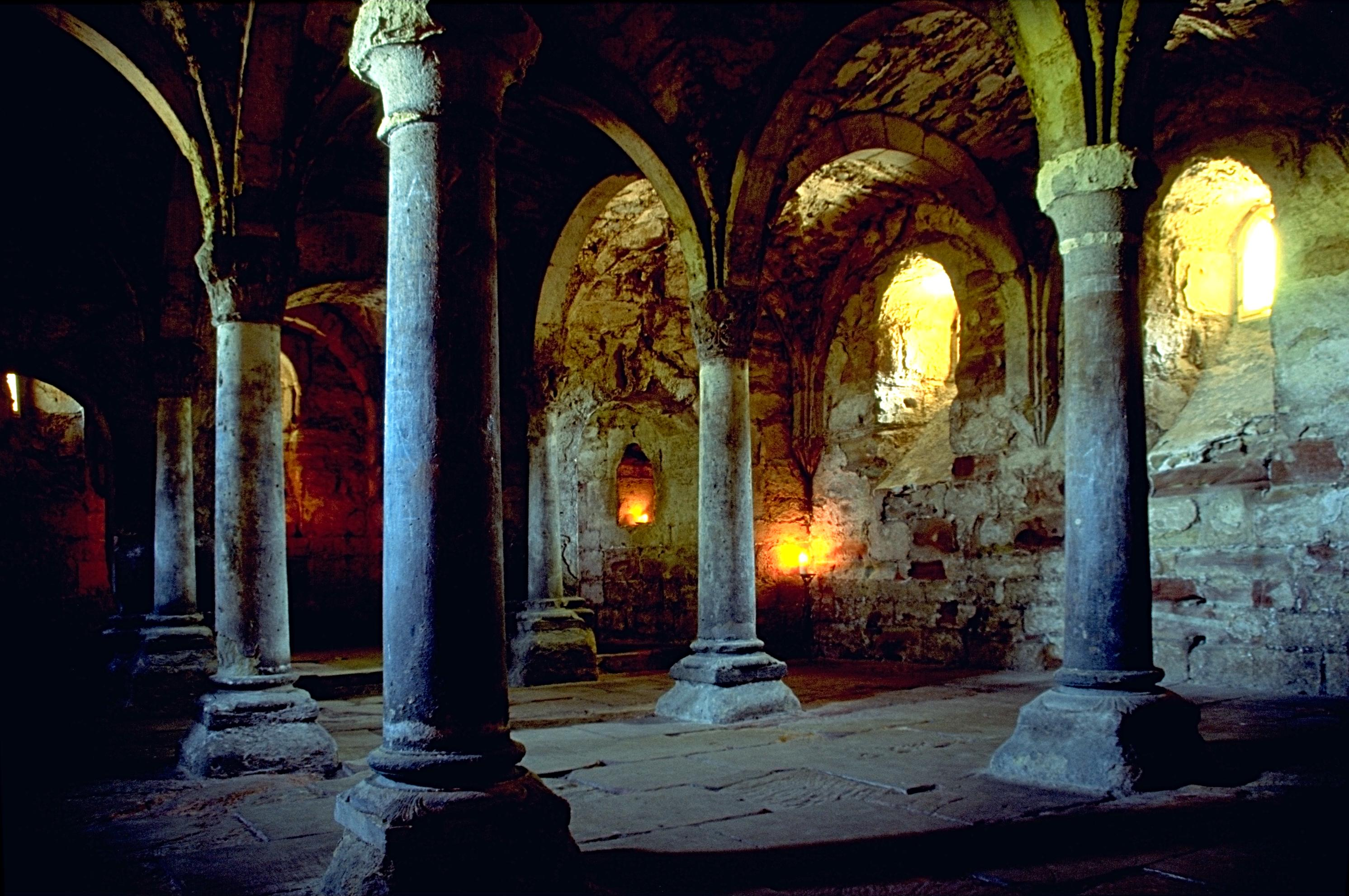
Spätromanische Krypta der Klosterruine von Memleben

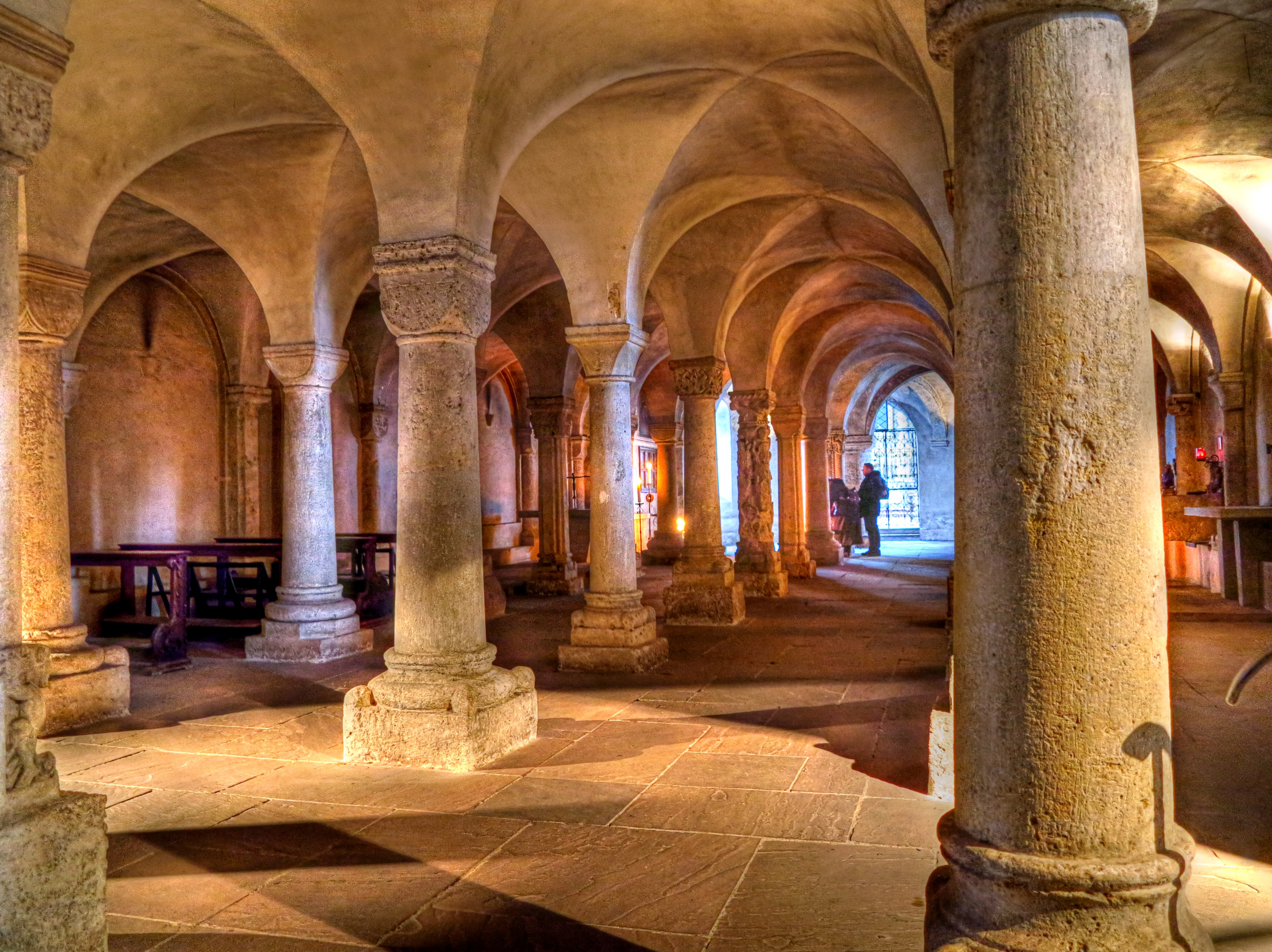
Krypta des Freisinger Doms

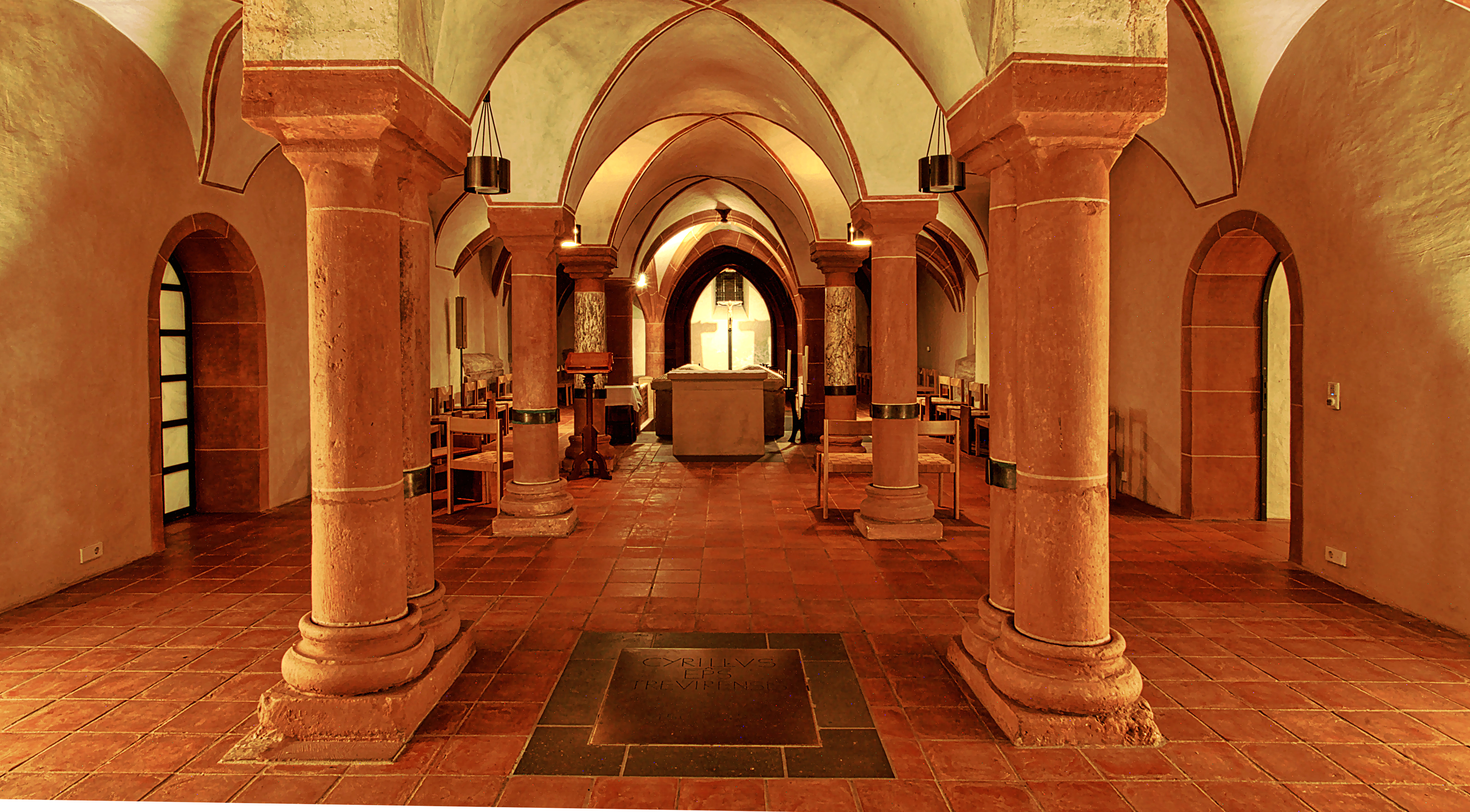
St. Matthias, Trier, mit Gräbern der Heiligen Eucharius, Valerius und des Apostels Matthias

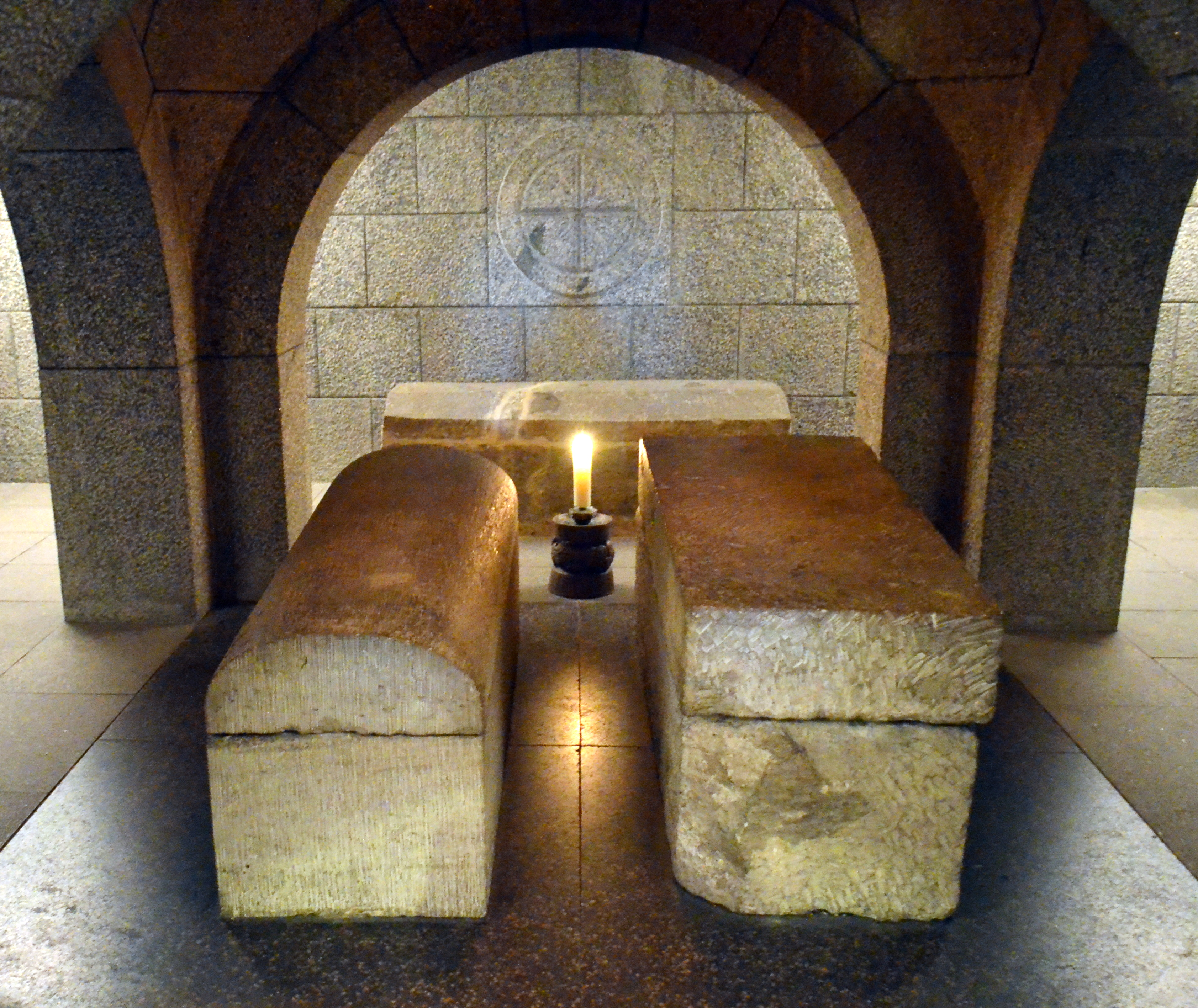
Braunschweiger Dom: Krypta Heinrichs des Löwen. Links: Sarkophag Heinrichs des Löwen, rechts: Sarkophag seiner zweiten Ehefrau Mathilde Plantagenet. Im Hintergrund ein Sarkophag, in dem sich die sterblichen Überreste mehrerer Brunonen befinden, nämlich: Markgräfin Gertruds der Älteren von Braunschweig, die um 1030 die erste Domkirche gegründet hatte, Markgraf Ekberts II. von Meißen und Gertruds der Jüngeren von Braunschweig, Schwester Ekberts II. und Urgroßmutter Heinrichs des Löwen.

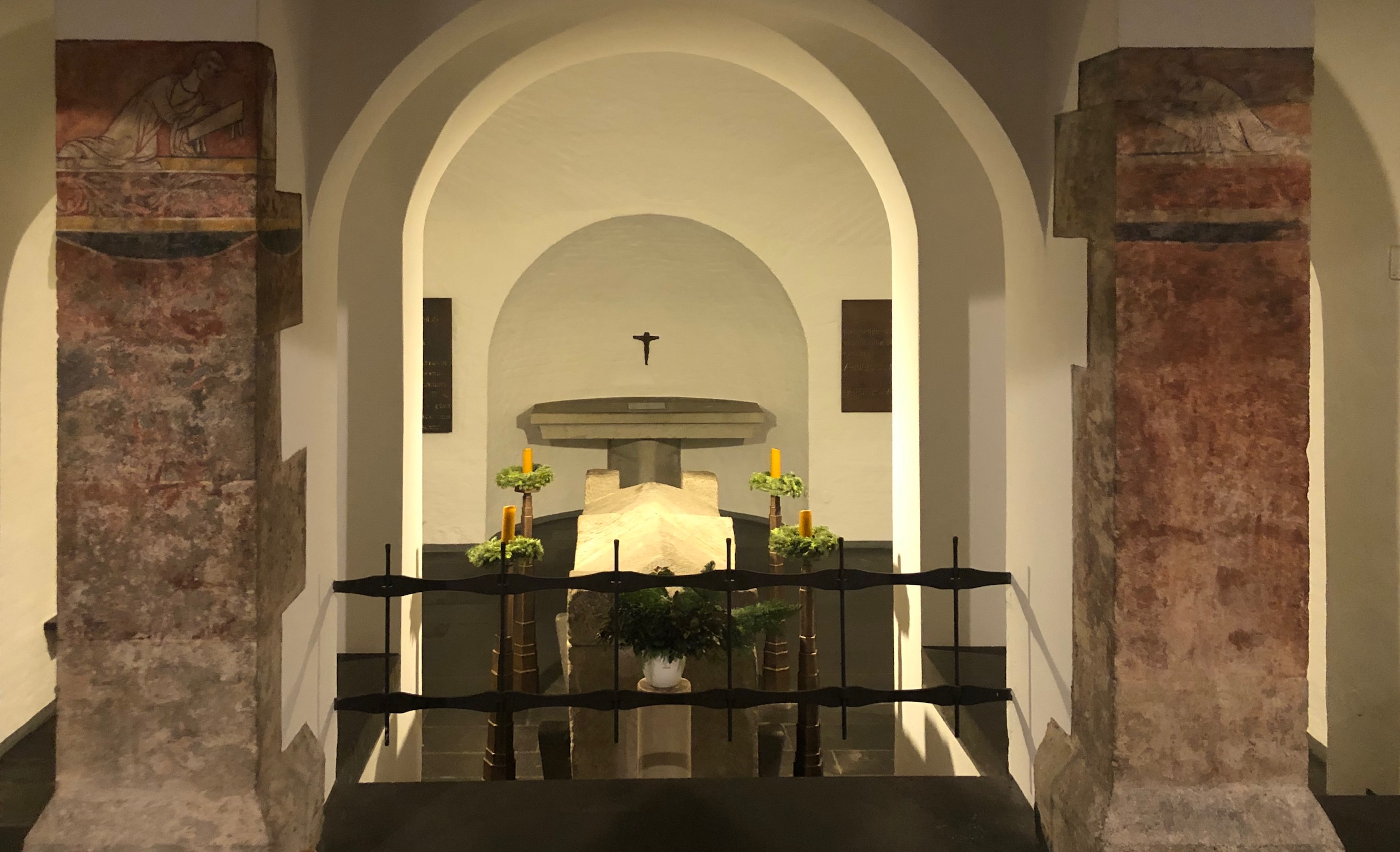
Krypta in St. Andreas Köln (Sarkophag Albertus Magnus)

Eine Krypta (altgriechisch κρυπτή kryptḗ, deutsch ‚verborgener Gang, Gewölbe, Gruft‘), manchmal auch als Unterkirche bezeichnet, ist ein unter dem Chor (Apsis) oder unterhalb des Altars christlicher Kirchen befindlicher Raum, der in der Regel für Heiligengräber (auch Reliquienschreine) und Altäre diente. In der Krypta befanden sich anfänglich nach frühchristlichem Brauch die Reliquien eines Märtyrers.

## Geschichte

### Vorläuferbauten
Als Vorläufer der Krypta (altgriechisch κρυπτός kryptós, deutsch ‚verborgen, geheim‘) gelten die frühchristlichen unterirdischen Grabanlagen vor den Mauern des antiken Roms. Über einigen dieser Gräber wurden später Kirchen errichtet, wie z. B. Alt-St. Peter in Rom, das auf dem Grab des Jüngers Petrus erbaut worden sein soll. Das Grab befindet sich in den meisten Fällen unter der Apsis, in der Romanik manchmal unter dem Westchor. Das eigentliche Heiligengrab unter dem Altar kann als kleine, nicht begehbare Kammer ausgebildet sein, die über einen kleinen Vorraum, der Confessio genannt wird, besichtigt werden kann.

### Stollenkrypta
Die ersten Krypten wurden in Stollen angelegt, weshalb sie Stollenkrypta genannt werden. Um Nähe zum Grab zu erzeugen, ließ man den Stollen der Apsis folgen, wodurch ein Umgang um das Grab entstand. Diese Form wird „Ringkrypta“ genannt. Die erste Ringkrypta findet man in Alt-St. Peter um 590. Als Anbau zur Ringkrypta entstand die Außenkrypta, in der sich vor allem geistliche Würdenträger bestatten ließen, was Altäre für Gedenkgottesdienste nötig machte. Die erste Außenkrypta findet man in Brixworth, England, sie wurde im frühen 8. Jahrhundert errichtet. Die Blütezeit der Krypta als Bauform war die Romanik, in der Form der Hallenkrypta, die sich aus der Ringkrypta mit Außenkrypta entwickelte.

### Hallenkrypta
Die Hallenkrypta ist mehrschiffig und erstreckt sich oft bis unter das Querschiff der Kirche. Ihre Höhe machte es nötig, den Chor anzuheben. Die Hallenkrypta des Speyerer Doms ist z. B. sieben Meter hoch und besitzt sieben Altarnischen, wodurch eine „Unterkirche“ entstand. Die Anlage vieler Krypten dürfte auf herrscherliche Wünsche zurückgehen, selber nahe bei Heiligengräbern bestattet zu werden. Mit dem Aufkommen der Gotik verschwand die Krypta, da nun Märtyrer und deren Reliquien in Schreinen verwahrt und oberirdisch in Umgangschören offen zur Schau gestellt wurden und die fürstliche Memorialkultur jetzt in öffentlicheren Bereichen des Kirchenbaus stattfand. Kirchen der Reform- und Bettelorden verfügen in der Regel nicht über Krypten, da sie nicht über Heiligengräbern errichtet wurden, das Gleiche gilt fast ausnahmslos für einfache Pfarrkirchen.

## Bedeutende Krypten
- Krypta in San Zeno Maggiore, Verona
- Krypta des Völkerschlachtdenkmals Leipzig
- Krypten in der Basilika St. Emmeram (Regensburg, Deutschland): Ringkrypta (vor 791), Ramwoldskrypta (ca. 980) und Wolfgangskrypta (1052)
- Krypten von St. Michael (1010–1015), des Mariendomes (872) und von St. Mauritius (1058–1072) in Hildesheim
- Krypta der Basilika St. Matthias mit Apostelgrab  in Trier
- Krypta des Paderborner Doms
- Krypta der Hauptkirche St. Michaelis (Hamburg)
- Krypta des Braunschweiger Doms
- Krypta des Mönchengladbacher Münsters
- Krypta des Speyerer Doms
- Krypta des Fuldaer Doms
- Krypta des Freisinger Doms
- Krypta in Kloster Neuenberg
- Krypta der Stiftskirche St. Servatius (Quedlinburg) (um 1070)
- Krypta im Dom zu Gurk (Kärnten, Österreich)
- Krypta im Stift Schlägl (Oberösterreich, Österreich)
- Krypta im Dom zu Lund (Schweden)
- Krypta im Petersdom (Rom, Italien), siehe Vatikanische Grotten
- Krypta der Basilica Pontificia di San Nicola (Bari, Italien)
- Krypta der Matthiaskirche (Budapest), Ungarn
- Leonhardskrypta in der Wawel-Kathedrale (Krakau, Polen, um 1038)
- Krypta von San Antolín in der Kathedrale von Palencia, Spanien
- Krypta der Peterskirche Görlitz
- Krypta der Abteikirche St-Victor in Marseille mit Sammlung frühchristlicher Sarkophage
- Krypta von St. Andreas, Köln mit dem römischen Sarkophag des Albertus Magnus. Ungewöhnlich: Die Romanische Krypta wurde im Spätmittelalter zugeschüttet und beim Wiederaufbau nach dem Zweiten Weltkrieg freigelegt und mit neuen Stützpfeilern versehen.
- Doppelkrypta in der Kathedrale Ste-Anne in Apt, Provence, Frankreich
- Krypta in der Klosterruine von St. Wigbert in Göllingen (Kyffhäuserland)